# Ghatreddihal, Koppal
Ghatreddihal là một làng thuộc tehsil Koppal, huyện Koppal, bang Karnataka, Ấn Độ.